# Italian Juniors 2017
Die Italian Juniors 2017 fanden als bedeutendstes internationales Nachwuchsturnier Italiens im Badminton vom 31. März bis zum 2. April 2017 in Mailand statt. Es war die 7. Auflage der Veranstaltung.

## Sieger und Platzierte
| Disziplin    | Gold                               | Silber                         | Bronze                              |
| ------------ | ---------------------------------- | ------------------------------ | ----------------------------------- |
| Herreneinzel | Christo Popov                      | Julien Carraggi                | Fabio Caponio                       |
| Herreneinzel | Christo Popov                      | Julien Carraggi                | Dmitriy Panarin                     |
| Dameneinzel  | Purva Barve                        | Elena Andreu                   | Clara Cotte                         |
| Dameneinzel  | Purva Barve                        | Elena Andreu                   | Marion Le Turdu                     |
| Herrendoppel | Maxime Briot Fabien Delrue         | Fabio Caponio Giovanni Toti    | Julien Carraggi Jona van Nieuwkerke |
| Herrendoppel | Maxime Briot Fabien Delrue         | Fabio Caponio Giovanni Toti    | Kenji Lovang Christo Popov          |
| Damendoppel  | Maria Delcheva Hristomira Popovska | Maria Duțu Ioana Grecea        | Alina Busygina Tatiana Samburskaia  |
| Damendoppel  | Maria Delcheva Hristomira Popovska | Maria Duțu Ioana Grecea        | Vlada Gynga Petra Polanc            |
| Mixed        | Maxime Briot Marion Le Turdu       | Fabien Delrue Juliette Moinard | Kenji Lovang Sharone Bauer          |
| Mixed        | Maxime Briot Marion Le Turdu       | Fabien Delrue Juliette Moinard | Jona van Nieuwkerke Joke de Langhe  |